# Ad-Dumajna
Ad-Dumajna (arab. الدمينة) – wieś w Syrii, w muhafazie Hama. W 2004 roku liczyła 752 mieszkańców.